# Estación Villa Domínico
Villa Domínico es una estación ferroviaria de la localidad homónima, partido de Avellaneda, Gran Buenos Aires, Argentina.

## Servicios
Es estación intermedia del servicio eléctrico metropolitano de la Línea General Roca a las estaciones La Plata y la de Bosques.
Su actividad se centra en la Feria Popular que se desarrolla junto a las vías y costeando el parque "Los derechos del trabajador". Cuando la feria no funciona el movimiento de pasajeros es reducido.
Posee 2 andenes para las formaciones eléctricas (Desde febrero de 2016).
El 6 de septiembre de 2015 se corrió la última formacíon diesel a La Plata pasando por esta estación suspendiéndola al día siguiente para la instalación eléctrica que fue finalizada en febrero de 2016.

## Historia y Toponimia
Esta estación data del año 1909. El Ferrocarril Buenos Aires al Puerto de Ensenada (FCBAPE) se habilitó hasta la estación de Quilmes el 18 de abril de 1872; y el 31 de diciembre de ese año se traza hasta el destino final en la Ensenada. En la zona del Puente Chico, antigua denominación de Villa Domínico, no había sido prevista ninguna parada o estación.
Será en virtud a las gestiones y preocupaciones de la familia Domínico, quienes también cedieron los terrenos linderos a las vías, necesarios a tal fin, que la empresa del Ferrocarril Sud, que había absorbido al Ensenada dispone habilitar una parada en el Kilómetro 10.200 del ramal Casa Amarilla-La Plata, a la que el 12 de junio de 1908 se le impone el nombre de Villa Domínico la que es librada al uso público el 30 de setiembre de 1909.
A partir del 1º de octubre, los servicios de pasajeros a Ensenada empezaron a salir de Plaza Constitución, contemplando también la ampliación de la misma. Así la estación Villa Dominico pasó a formar parte entonces de los servicios Constitución - La Plata y Constitución - Bosques.
El nombre de la localidad y de la estación de ferrocarril, recuerda al ingeniero Guillermo Domínico (1873 - 1913), inspector general de ferrocarriles y vicedirector general de ferrocarriles del Ministerio de Obras Públicas.

## Infraestructura
Posee dos andenes para el servicio eléctrico y un puente peatonal que los comunica.

## Diagrama
| Plataforma Norte | |
| Vía 1            | Trenes a La Plata provenientes de Constitución (próxima Wilde) Trenes a Bosques provenientes de Constitución vía Quilmes (próxima Wilde)     |
| Vía 2            | Trenes a Constitución provenientes de La Plata (próxima Sarandí) Trenes a Constitución provenientes de Bosques vía Quilmes (próxima Sarandí) |
| Plataforma Sur   | |